# Сос-Кондар
Сос-Кондар (перс. سسكندر) — село в Ірані, у дегестані Бакерабад, в Центральному бахші, шахрестані Магаллат остану Марказі. За даними перепису 2006 року, його населення становило 51 особу, що проживали у складі 19 сімей.

## Клімат
Середня річна температура становить 14,94°C, середня максимальна – 32,98°C, а середня мінімальна – -6,60°C. Середня річна кількість опадів – 188 мм.
| Клімат поселення                              | Клімат поселення | Клімат поселення | Клімат поселення | Клімат поселення | Клімат поселення | Клімат поселення | Клімат поселення | Клімат поселення | Клімат поселення | Клімат поселення | Клімат поселення | Клімат поселення | Клімат поселення |
| Показник                                      | Січ.             | Лют.             | Бер.             | Квіт.            | Трав.            | Черв.            | Лип.             | Серп.            | Вер.             | Жовт.            | Лист.            | Груд.            |                  |
| Середній максимум, °C                         | 10,52            | 12,98            | 17,45            | 23,35            | 27,84            | 31,77            | 32,98            | 32,38            | 28,69            | 22,62            | 16,36            | 10,43            |                  |
| Середня температура, °C                       | 1,97             | 4,41             | 8,88             | 14,78            | 19,28            | 23,20            | 26,86            | 26,26            | 22,58            | 16,52            | 10,23            | 4,32             |                  |
| Середній мінімум, °C                          | −6,6             | −4,15            | 0,32             | 6,23             | 10,72            | 14,65            | 20,76            | 20,15            | 16,47            | 10,41            | 4,12             | −1,8             |                  |
| Норма опадів, мм                              | 32               | 30               | 35               | 23               | 15               | 2                | 1                | 1                | 0                | 7                | 17               | 25               |                  |
| Середньомісячна швидкість вітру, м/с          | 1.60             | 2.01             | 2.65             | 2.92             | 2.71             | 2.52             | 2.69             | 2.35             | 2.16             | 2.12             | 1.55             | 1.46             |                  |
| Середньомісячна сонячна радіація, кДж/м²·день | 9702             | 13004            | 15546            | 18903            | 22659            | 26699            | 25961            | 24404            | 21337            | 16008            | 11563            | 9538             |                  |
| --------------------------------------------- | ---------------- | ---------------- | ---------------- | ---------------- | ---------------- | ---------------- | ---------------- | ---------------- | ---------------- | ---------------- | ---------------- | ---------------- | ---------------- |
| Джерело:                                      |                  |                  |                  |                  |                  |                  |                  |                  |                  |                  |                  |                  |                  |